# Christos Wasilopulos
Christos Wasilopulos (gr. Χρήστος Βασιλόπουλος; ur. 16 kwietnia 1978) – grecki aktor filmowy, telewizyjny i głosowy.

## Filmografia
- 2007: Deligianneion Parthenagogeion jako Rodolfos Pagourelis
- 2008–2009: Lola jako Grigoris Exarhos
- 2008–2009: Matomena homata jako Stratis Xenos
- 2008: Oi istories tou astynomou Beka jako Christos Alexandris
- 2013–2014: Banshee Origins jako Olek
- 2013–2014: Banshee jako Olek
- 2013: Pleasure or Pain jako Jack
- 2015: Metal Gear Solid V: The Phantom Pain jako doktor (głos)
- 2015: Pocket Listing jako Victor
- 2016: Guys Reading Poems jako dyrektor
- 2016: Caged No More jako Aeton
- 2017: Ostatni okręt jako Stavros Diomedes
- 2017: Camp Cool Kids jako instruktor Mark